# パウロ・エンヒキ・サンパイオ・フィーリョ
パウリーニョ（ポルトガル語: Paulinho、ブラジルポルトガル語発音: [pawˈlĩj̃u]）ことパウロ・エンヒキ・サンパイオ・フィーリョ（Paulo Henrique Sampaio Filho、2000年7月15日 - ）は、ブラジル・リオデジャネイロ出身のサッカー選手。アトレチコ・ミネイロ所属。ポジションはフォワード。

## クラブ歴

### ヴァスコ・ダ・ガマ
CRヴァスコ・ダ・ガマの下部組織出身で、ミルトン・メンデス監督時代の2017年6月17日にトップチームに昇格した。7月13日、16歳と363日でカンピオナート・ブラジレイロ・セリエAに初出場し、プロデビュー。途中出場であったがギリェルミが獲得した4点目をアシストしプロ初アシストも決めた。11日後にはスターティングメンバーになり、アトレチコ・ミネイロとのアウェー戦で2得点を記録し2-1の勝利の立役者となり、カンピオナート・ブラジレイロ・セリエA最年少得点記録を更新、2000年以降の生まれで初めて同リーグで得点した選手となった。12月3日の最終節でも得点し、クラブのコパ・リベルタドーレス2018予選出場権を獲得に貢献した。
コパ・リベルタドーレス2018ではCDウニベルシダ・デ・コンセプシオン戦の第1試合でエヴァンデルの得点をアシスト、第2試合では彼自身が得点した。これによって2000年以降の生まれで初めてコパ・リベルタドーレスで得点を記録した選手となった。

### バイエル・レバークーゼン
2018年4月27日にドイツ・ブンデスリーガのバイエル・レバークーゼンに加入することが発表された。移籍金はCRヴァスコ・ダ・ガマ史上最高額である2000万ユーロ。2018-19シーズン開始に先立って加入し、5年契約を締結する予定である。

### アトレチコ・ミネイロ
2022年12月1日、アトレチコ・ミネイロに2023年6月までの期限でレンタル移籍。2023年7月1日に完全移籍となり、4年半契約を結んだ.。

## 代表歴
2017年3月に2017 南米U-17選手権を優勝。彼は決勝のチリ戦での得点を含む2得点の結果を残した。同年10月に2017 FIFA U-17ワールドカップに出場し、開幕節のスペイン戦で決勝点を決めた他、朝鮮民主主義人民共和国戦、準決勝のドイツ戦で得点を決め、ブラジル代表の3位に貢献した。
2023年11月16日、2026 FIFAワールドカップ・南米予選のコロンビア代表戦でA代表初出場。

## タイトル

### 代表
- 南米U-15選手権: 2015
- BRICS U-17サッカー選手権: 2016
- 南米U-17選手権: 2017[11]

### 個人
- カンピオナート・カリオカ最優秀選手賞: 2018
- カンピオナート・カリオカベストイレブン: 2018
- カンピオナート・カリオカ最優秀若手選手賞: 2018[14][15]
- エスポルチ・インテルアティヴォ紙選定ヘヴェラソン・ド・カンピオナート・ブラジレイロン: 2017[16]
- ガーディアン紙選定サッカー界の若きタレントベスト60[17]
- グローボエスポルチ選定30ヘヴェラソイン・ド・ブラジレイロン[18]
- モンテギュー国際大会得点王: 2016

### 記録
全て当時の新記録
- CRヴァスコ・ダ・ガマプロ最年少出場: 16歳11ヶ月29日
- カンピオナート・ブラジレイロ・セリエA最年少得点: 17歳9日
- コパ・リベルタドーレス最年少得点(CRヴァスコ・ダ・ガマ所属): 17歳6ヶ月23日